# National Association of Manufacturers
La National Association of Manufacturers è l'associazione delle aziende manifatturiere degli Stati Uniti. È la più grande tra le associazioni di categoria negli Stati Uniti e raduna 14.000 tra piccole e grandi imprese in ogni settore industriale, in tutti gli stati federali.

## Storia
La NAM venne fondata da Thomas P. Egan, poi presidente della Camera di Commercio di Cincinnati e presidente della J.A. Fay and Egan Co., azienda operante nell'industria del legno. L'associazione nacque come risposta alla depressione economica degli Stati Uniti del 1894, organizzando tra loro i principali dirigenti d'azienda nell'ambito delle società manifatturiere e chiedendo loro di impegnarsi a favore dell'economia nazionale. Sotto la guida di Egan venne creato un gruppo che venne chiamato "Big 50" e che ebbe sede inizialmente a Cincinnati. Il 25 gennaio 1895 erano già 583 le aziende manifatturiere che avevano aderito alla NAM. Queste prime aziende richiesero al governo degli Stati Uniti la creazione di un dipartimento nazionale del commercio. Il primo presidente dell'organizzazione fu Thomas Dolan di Philadelphia.
Nel 1903 l'allora presidente David MacLean Parry tenne un discorso alla convention annuale nel quale si scagliò contro le trade unions ed il loro ruolo nella società produttiva americana. Parry promosse la creazione di una federazione anti-trade unions. Nel 1911 il presidente John Kirby, Jr. orientato sui medesimi temi giunse a proclamare che "l'American Federation of Labor ha ingaggiato una lotta aperta contro Gesù Cristo e la sua causa." In quello stesso anno la dirigente d'azienda Harriet White Fisher fu la prima donna ad ottenere un seggio nell'associazione.
La NAM incoraggiò inoltre la creazione e la propaganda di una serie di organizzazioni anti-unioniste su scala locale. Nell'ottobre del 1903 la NAM organizzò la fondazione della Citizens' Industrial Alliance of America che radunava quelle libere associazioni di cittadini che si riconoscevano negli ideali promossi dalla NAM stessa.
Sul finire degli anni '30, la NAM si impegnò in una serie di campagne promozionali per spiegare i benefici del capitalismo e combattere le politiche del presidente Roosevelt.  La NAM fece tutto il possibile per minare il lavoro organizzato negli Stati Uniti prima del New Deal.
L'operato della NAM alla fine riuscì nel proprio intento nel 1947, portando alla firma del Taft-Hartley Act che restrinse significativamente il potere delle trade unions.
L'avvento della televisione commerciale portò la NAM a promuovere la creazione di un proprio programma televisivo della durata di 15 minuti al giorno, dal titolo "Industry on Parade", che andò in onda nel periodo 1950–1960.
Nel corso dell'assalto al Campidoglio degli Stati Uniti d'America del 2021, la NAM chiese ufficialmente al vicepresidente statunitense Mike Pence di invocare il 25° emendamento della costituzione degli Stati Uniti "per preservare la democrazia."

## Presidenti della NAM
- Thomas Dolan (1895)
- Theodore Search (1896–1901)
- David Maclean Parry (1902–1905)
- James Van Cleave (1906–1908)
- John Kirby, Jr (1909–1912)
- George Pope (1913–1917)
- Stephen Mason (1918–1920)
- John Edgerton (1921–1931)
- Robert Lund (1932–1933)
- Clinton L. Bardo (1934–1935)
- Colby M. Chester (1936)
- William B. Warner (1937)
- Charles R. Hook (1938)
- Henning Webb Prentis Jr. (1940)
- Frederick C. Crawford (1943)
- Robert Wason (1946)
- Wallace F. Bennett (1949)
- Sandy Trowbridge (1980–1989)
- Jerry Jasinowski (1990-2004)
- John Engler (2004 - 2011)
- Jay Timmons (2011 -)